# Patriarcha Antiochii
Patriarcha Antiochii – tradycyjny tytuł przysługujący biskupowi Antiochii, jeden z patriarchów w Kościołach Wschodnich. Z czasem doszło do podziałów i powstania kilku odrębnych stolic patriarszych.

## Patriarchowie Antiochii do 538 r.
- 37–53 – Święty Piotr
- 53–68 – Ewodiusz (biskup Antiochii)
- 68–107 – św. Ignacy Antiocheński
- 107–127 – Heron (patriarcha Antiochii)
- 127–154 – Korneliusz (patriarcha Antiochii)
- 154–169 – Eros (patriarcha Antiochii)
- 169–182 – Teofil z Antiochii
- 182–191 – Maksymus I (patriarcha Antiochii)
- 191–211 – Serapion (patriarcha Antiochii)
- 211–220 – Ascelpiades (patriarcha Antiochii)
- 220–231 – Filetus (patriarcha Antiochii)
- 231–237 – Zebiniusz (patriarcha Antiochii)
- 237–251 – Babylas (patriarcha Antiochii)
- 251–254 – Fabiusz (patriarcha Antiochii)
- 254–260 – Demetriusz (patriarcha Antiochii)
- 260–268 – Paweł z Samosaty
- 268–273 – Domnusz I (patriarcha Antiochii)
- 273–282 – Tymeusz (patriarcha Antiochii)
- 283–303 – Cyryl I (patriarcha Antiochii)
- 304–314 – Tyranos (patriarcha Antiochii)
- 314–320 – Witalis (patriarcha Antiochii)
- 320–323 – Filogonusz (patriarcha Antiochii)
- 324–330 – św. Eustacjusz Antiocheński
- 330 – Paulin (6 miesięcy); dawniej biskup Tyru, arianin i przyjaciel Euzebiusza z Cezarei
- 331–333 – Eulaliusz (patriarcha Antiochii)
- 333–334 – Euforniusz (patriarcha Antiochii)
- 334–342 – Filaclusz (patriarcha Antiochii)
- 342–344 – Stefan I (patriarcha Antiochii)
- 344–357 – Leoncjusz (patriarcha Antiochii)
- 358–359 – Eudoksjusz z Antiochii
- 360 – Euzoiusz (patriarcha Antiochii)
- 360–361 – św. Melecjusz

W wyniku schizmy różne grupy powołały własnych patriarchów:
| Arianie: - Euzoius (361–378) - Dorotheos (378–381) | Grupa Melecjusza: Największa grupa, nie uznana przez patriarchów Rzymu i Aleksandrii: - Melecjusz (patriarcha Antiochii) (362–381) - Flawian z Antiochii (381–404), uznany przez Rzym i Aleksandrię w 399 - Porfirusz (patriarcha Antiochii) (404–412) - Aleksander (patriarcha Antiochii) (412–417), w 415 zakończył schizmę. | Grupa Eustatiusza: Grupa uznana przez Rzym i Aleksandrię: - Paulin z Antiochii (362–388), zwolennik św. Eustachiusza, towarzysz św. Hieronima ze Strydonu - Ewagriusz (388–393) Po śmierci Ewagriusza nie wybrano nowego patriarchy. W 399 stracili poparcie Rzymu i Aleksandrii, lecz schizma trwała do 415. | Apolinaryści: - Witalis (patriarcha Antiochii z ramienia Apolinarystów) (376–?) |
| - 417–428 – Teodotusz (patriarcha Antiochii) - 428–442 – Jan I (patriarcha Antiochii) - 442–449 – Domnus II (patriarcha Antiochii) - 449–455 – Maksymus II (patriarcha Antiochii) - 456–458 – Bazyli (patriarcha Antiochii) - 458–461 – Akacjusz (patriarcha Antiochii) - 461–465 – Martyriusz (patriarcha Antiochii) - 465–466 – Piotr Folusznik - 466–476 – Julian (patriarcha Antiochii) - 476–488 – (ponownie) Piotr Folusznik - 488–490 – Jan II (patriarcha Antiochii) - 490–495 – Stefan II (patriarcha Antiochii) - 495–496 – Kalandion (patriarcha Antiochii) - 496–498 – Palladiusz (patriarcha Antiochii) - 498–512 – Flawian II (patriarcha Antiochii) - 512–518 – Sewer z Antiochii | | |                                                                                 |

## Kryzys monofizycki
Patriarcha Sewer, który był polemistą o ścisłym umyśle, zainspirował ruch opozycji wobec uchwał Soboru chalcedońskiego, szczególnie wobec listu dogmatycznego papieża Leona Wielkiego zwanego Tomus ad Flavianum, zarzucając im Nestorianizm. Jego nauczanie leży u podstaw Monofizytyzmu, który dotrwał do naszych czasów.
Sewer został złożony z urzędu przez cesarza Justyniana w 518 i przebywał na wygnaniu w Egipcie do 528 r. Po pobycie w Konstantynopolu, jako protegowany broniącej monofizytów cesarzowej Teodory, skazany ponownie, zmarł w Egipcie w 538 r. Kościół syryjsko-prawosławny uznawał go jako patriarchę do jego śmierci w 538. Mimo prób ze strony cesarza Justyniana pojednania stronnictw seweriańskiego i ortodoksyjnego – choć mniej radykalnych niż Henotikon cesarza Zenona Izauryjczyka w 482 r. – nie doszło do pojednania.

## Patriarchowie antiocheńscy po schizmie
W wyniku podziałów w kościele antiocheńskim można mówić o następujących patriarchach Antiochii:
- prawosławny patriarcha Antiochii (od 518)
- syryjskoprawosławny patriarcha Antiochii (od 518)
- łaciński patriarcha Antiochii (1098–1964)
  - maronicki patriarcha Antiochii (od 686)
  - syryjskokatolicki patriarcha Antiochii (od 1662)
  - melchicki patriarcha Antiochii (od 1724)